# Хуго Якоби (награда)
Литературната награда „Хуго Якоби“ (на немски: Hugo-Jacobi-Preis) на град Хамбург е учредена от поета Хуго Якоби за „млади, борещи се за стил и съществуване поети“.

## Носители на наградата
- 1955: Райнер Брамбах
- 1956: Ханс Магнус Енценсбергер
- 1957: Сирус Атабай
- 1958: Петер Рюмкорф
- 1959: Йоханес Поетен
- 1960: Хелмут Хайсенбютел
- 1964: Валтер Грос
- 1967: Михаел Енде